# Jerzy Krasicki
Jerzy Krasicki (ur. 8 listopada 1927 w Łucku, zm. 22 maja 2004) – polski prozaik oraz aktor teatralny.

## Życiorys
Ukończył filologię polską na UJ. Debiutował jako prozaik na łamach tygodnika „Życie Literackie” w 1959 roku. Był aktorem w teatrach w Poznaniu, Katowicach i Krakowie. Wystąpił w kilku filmach, grając epizodyczne role.
Pochowany na Cmentarzu Rakowickim (Wojskowym) w Krakowie (kwatera LXXXIV-14-56). 

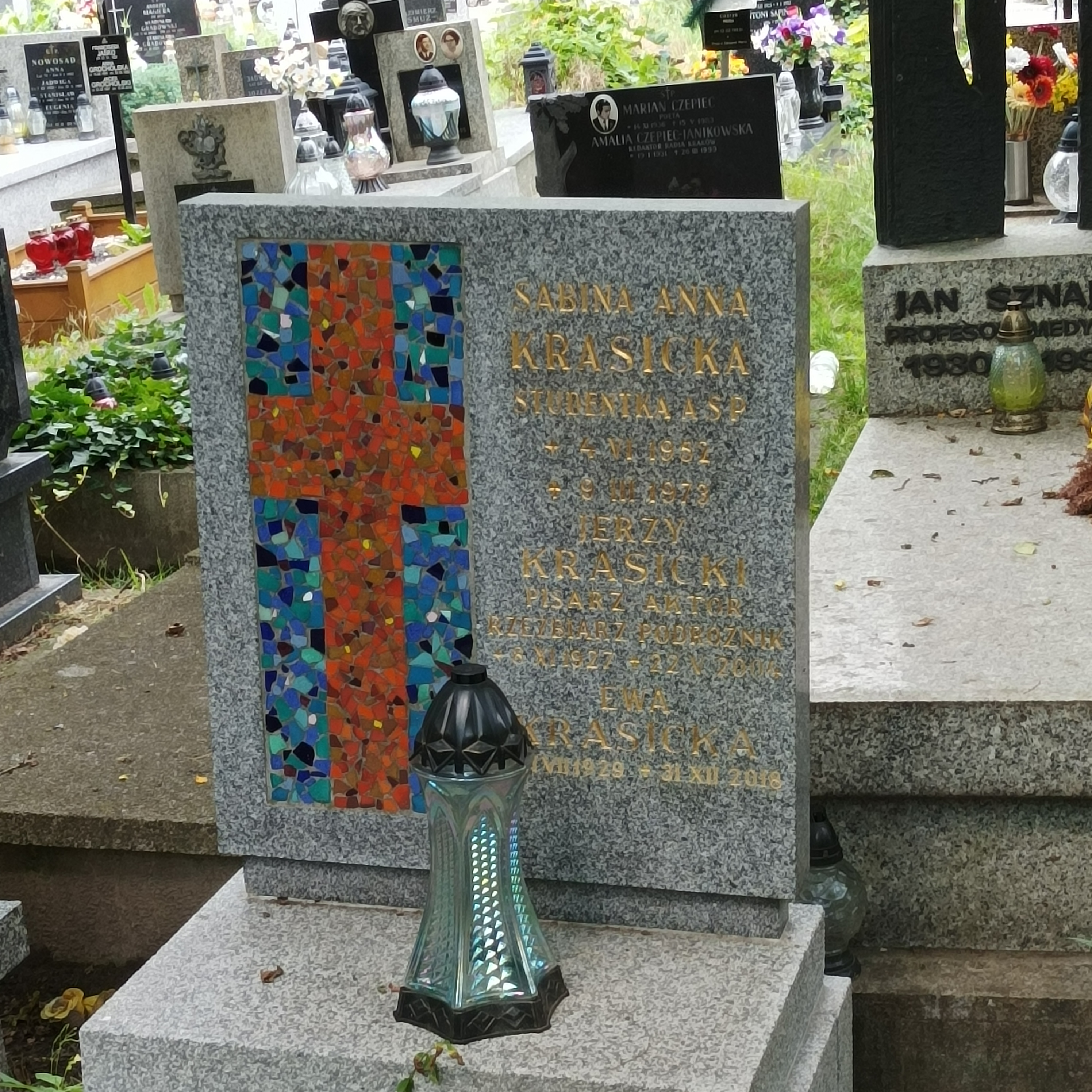
Grób Jerzego Krasickiego na cmentarzu przy ul. Prandoty

## Twórczość
- Tamten brzeg
- Z tej samej gliny
- Emilia i nieznajomy
- Po prostu młodzi
- Długa podróż
- W butach i na bosaka
- Boczny tor
- Spojrzeć poza widnokrąg: opowieść o podróży do Indii, Meksyku i Peru